# Lampronycteris brachyotis
Lampronycteris brachyotis là một loài động vật có vú trong họ Dơi mũi lá, bộ Dơi. Loài này được Dobson mô tả năm 1878.